# قصر سة در
قصر سة در (بالفارسية: کاخ سه‌در) هو قصر تاريخي يعود إلى عصر أخمينيون، ويقع في مرودشت.